# Конституційна Асамблея України
Конституційна Асамблея — допоміжний орган при Президентові України, який діяв від 21.02.2011 року до 15.07.2014 року.

## Створення
21 лютого 2011 року Указом N 224/2011 Віктор Янукович підтримав ініціативу Леоніда Кравчука, Президента України у 1991—1994 рр., щодо створення Конституційної Асамблеї для підготовки змін до Конституції України. 17 травня 2012 року Віктор Янукович підписав Указ № 328/2012, яким була створена Конституційна Асамблея та затверджений її персональний склад. Головою Асамблеї був визначений Леонід Кравчук, Президент України в 1991—1994 рр. Метою є підготовка законопроєкту (чи законопроєктів) про внесення змін до Конституції України. Конституційна Асамблея напрацьовує пропозиції щодо змін до Конституції, залучає в установленому порядку до такої роботи провідних учених, представників громадянського суспільства

## Завдання
Конституційна Асамблея виконує наступні завдання:
- планує діяльність своїх робочих органів.
- одержує в установленому порядку від державних органів, органів місцевого самоврядуваннята інших установ і організацій необхідні інформацію, матеріали і документи;
- надслає до наукових та експертних організацій підготовлені доументи для експертної оцінки;
- залучає до роботи Конституційної Асамблеї учених-правознавців;
- запрошує на засідання представників державних органів, органів місцевого самоврядування, інших установ та організацій, вітчизняних та іноземних учених-правознавців для обговорення питань;
- організовує проведення конференцій, семінарів, круглих столів, соціологічних опитувань тощо;
- забезпечує висвітлення діяльності Конституційної Асамблеї в засобах масової інформації.

## Склад Конституційної Асамблеї
До складу Конституційної Асамблеї входять Голова, заступник Голови, секретар та інші члени, які беруть участь вроботі на громадських засадах. Загальна кількість осіб у складі Конституційної Асамблеї України не повинна перевищувати 100 членів, які є громадянами України і мають фахову підготовку і досвід роботи.
Конституційна Асамблея створює наступні комісії:
- правосуддя;
- конституційного ладу та введення в дію змін до Конституції;
- прав, свобод та обов'язків;
- здійснення народовладдя;
- організації державної влади;
- правоохоронної діяльності;
- адміністративно-територіального устрою і місцевого самоврядування.

## Ліквідація Конституційної Асамблеї
1 грудня 2014 року Президент України Петро Порошенко підписав Указ № 901/2014 «Про ліквідацію Конституційної Асамблеї».